# Полсон, Сара
Са́ра Кэ́трин По́лсон (англ. Sarah Catherine Paulson; род. 17 декабря 1974, Тампа, Флорида, США) — американская актриса театра, кино и телевидения, кинорежиссёр и кинопродюсер. Сара Полсон начала свою актёрскую карьеру на театральной сцене и затем переместилась на телевидение с ролями в двух недолго просуществовавших телесериалах. Свою первую главную роль она исполнила в ситкоме телеканала «NBC» «Прыжок Хоуп» (2002), после чего появилась в фильмах «К чёрту любовь!» (2003), «Миссия „Серенити“» (2005) и «Мститель» (2008).
Прорывом Полсон стала роль в телесериале телеканала «NBC» «Студия 60 на Сансет-Стрип» (2006—07), которая принесла ей первую номинацию на премию «Золотой глобус». Вторую номинацию она получила за роль в телефильме «HBO» «Игра изменилась» в 2012 году. В 2011 году Полсон начала сниматься в телесериале «FX» «Американская история ужасов», роли в котором принесли ей пять номинаций на премию «Эмми» (2013, 2014, 2015, 2016, 2018).
В 2016 году Сара Полсон исполнила роль прокурора Марши Кларк в телесериале канала «FX» «Американская история преступлений», за которую заработала всеобщую похвалу от критиков. Эта роль принесла ей премии «Эмми», «Золотой глобус», «Премию Гильдии киноактёров США», «Выбор телевизионных критиков» и «Премию Ассоциации телевизионных критиков». Тем самым она стала первой актрисой, выигравшей все пять высших телевизионных наград за один сезон. В 2017 году журнал «Time» включил Сару Полсон в список «100 самых влиятельных людей года».

## Биография
Сара Полсон родилась 17 декабря 1974 года в городе Тампа, штат Флорида, США. Её мать — Кэтрин Гордон, а отец — Дуглас Лайл Полсон. До пяти лет она жила в южной части Тампы, но когда её родители развелись она переехала в Нью-Йорк со своей матерью. Лето она проводила во Флориде вместе с отцом. В детстве она поняла, что хочет стать актрисой, и начала выступать в местных театральных постановках.
После завершения средней школы в 1989 году Полсон обучалась актёрской профессии в Американской академии драматического искусства, а в девятнадцатилетнем возрасте она дебютировала на театральной сцене Нью-Йорка.

Сара Полсон дебютировала в эпизоде телесериала «Закон и порядок» в 1994 году, а уже в следующем году получила одну из центральных ролей в хоррор-сериале «Американская готика» (1995—1996), который впоследствии стал культовым, хоть и просуществовал лишь один сезон. Её следующая основная роль на телевидении была в телесериале «Джек и Джилл» в 1999—2001 годах.

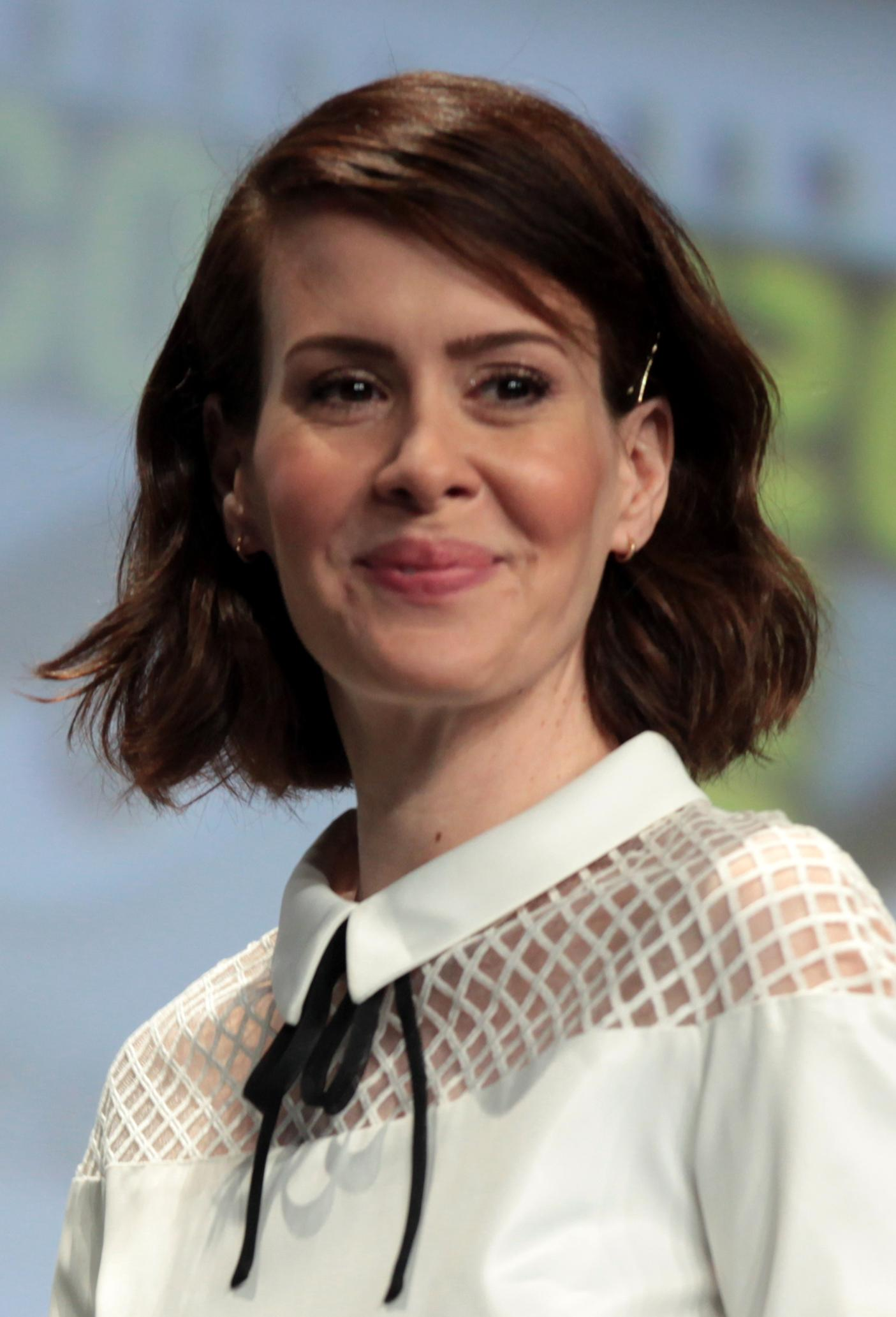
Сара Полсон на San Diego Comic-Con International в 2014 году

Полсон в начале карьеры сыграла роли второго плана в ряде кинофильмов, среди которых были «Другая сестра» (1999), «Ограбление» (1999), «Чего хотят женщины» (2000), «Путь к войне» (2003), «К чёрту любовь!» (2003) и «Миссия „Серенити“» (2005). Её первая главная роль была в недолго просуществовавшем ситкоме 2002 года «Прыжок Хоуп», после чего она сыграла в телесериале «Дедвуд».
В 2005 году Полсон дебютировала на бродвейской сцене в постановке «Стеклянный зверинец» с Джессикой Лэнг. В следующем году Полсон привлекла к себе внимание критиков благодаря роли комедийной актрисы Гарриет Хейс, в основу которой был взят образ Кристин Ченовет, в телесериале «Студия 60 на Сансет-Стрип».
Хотя шоу просуществовало лишь один сезон, Полсон за свою роль получила свою первую в карьере номинацию на премию «Золотой глобус» за лучшую женскую роль второго плана на телевидении. В 2008 году Полсон исполнила главную роль в телесериале «Купидон», который был закрыт после одного сезона.
На большом экране она снялась в фильме 2008 года «Мститель», а между этим была приглашенной звездой в телесериалах «Отчаянные домохозяйки», «Закон и порядок: Специальный корпус» и «Анатомия страсти». В 2011 году она снялась в кинофильмах «Марта, Марси Мей, Марлен» и «Старый Новый год».
В 2012 году за роль политика-республиканки Николь Уоллес в телефильме «Игра изменилась» Полсон была номинирована на премию «Эмми» за лучшую женскую роль второго плана в мини-сериале или фильме, а также премию «Золотой глобус» за лучшую женскую роль второго плана — мини-сериал, телесериал или телефильм за свою роль в фильме.
В 2011 году Райан Мерфи пригласил Полсон на роль в первом сезоне своего телесериала «Американская история ужасов». После она была приглашена на одну из главных ролей во втором сезоне шоу. За роль бесстрашной журналистки Ланы Уинтерс, ведущей героини второго сезона телесериала, Полсон получила массу похвалы в прессе, а также выиграла премию «Выбор телевизионных критиков» за лучшую женскую роль второго плана в мини-сериале или фильме и в очередной раз номинировалась на «Эмми».
В 2013 году исполнила роль жены персонажа Майкла Фассбендера в кинофильме «12 лет рабства», а также вернулась в третий, четвёртый, пятый, шестой, седьмой и восьмой сезоны телесериала «Американская история ужасов».
В 2016 году Полсон снялась в драме «Американская история преступлений», основанной на реальном судебном разбирательстве по делу Симпсона. Роль прокурора Марши Кларк принесла Полсон первую в её карьере премию Эмми в номинации за лучшую женскую роль в мини-сериале.

## Личная жизнь
В возрасте 25 лет у Полсон развилась меланома на спине. Опухоль была удалена, прежде чем рак смог распространиться.
С 2004 года по 2009 год Полсон состояла в отношениях с актрисой Черри Джонс. Говоря о своей сексуальной ориентации в 2013 году, Полсон сказала, что «для [неё] ситуация флюидна». До отношений с Джонс Полсон встречалась только с мужчинами, включая драматурга Трейси Леттса, с которым была помолвлена. С начала 2015 года она встречается с актрисой Холланд Тейлор.

## Фильмография

### Кино
| Год  |     | Русское название                  | Оригинальное название       | Роль                |
| ---- | --- | --------------------------------- | --------------------------- | ------------------- |
| 1997 | ф   | Левитация                         | Levitation                  | Эйси Роулин         |
| 1999 | ф   | Другая сестра                     | The Other Sister            | Хизер Тейт          |
| 1999 | ф   | Ограбление                        | Held Up                     | Мэри                |
| 2000 | ф   | Чего хотят женщины                | What Women Want             | Энни                |
| 2002 | ф   | Букашка                           | Bug                         | Эйлин               |
| 2003 | ф   | К чёрту любовь!                   | Down With Love              | Викки Хиллер        |
| 2005 | ф   | Пловцы                            | Swimmers                    | Мерил               |
| 2005 | ф   | Миссия «Серенити»                 | Serenity                    | доктор Кэрон        |
| 2005 | ф   | Непристойная Бэтти Пейдж          | The Notorious Bettie Page   | Банни Игер          |
| 2006 | ф   | Диггеры                           | Diggers                     | Джули               |
| 2006 | ф   | Гриффин и Феникс: На краю счастья | Griffin & Phoenix           | Пери                |
| 2008 | ф   | Мститель                          | The Spirit                  | доктор Эллен Долан  |
| 2009 | кор | А чья это собака?                 | Whose Dog is it Anyway?     | Эмма                |
| 2011 | ф   | Марта, Марси Мей, Марлен          | Martha Marcy May Marlene    | Люси                |
| 2011 | кор | После школы                       | After-School Special        | женщина             |
| 2011 | кор | Безымянный проект Кари Лайзера    | Untitled Kari Lizer Project | Мэри Леги           |
| 2011 | ф   | Старый Новый год                  | New Year’s Eve              | Грейс Швоуб         |
| 2012 | ф   | Мад                               | Mud                         | Мэри Ли             |
| 2012 | ф   | Фэрхейвен                         | Fairhaven                   | Кейт                |
| 2012 | ф   | Навсегда                          | The Time Being              | Сара                |
| 2013 | ф   | 12 лет рабства                    | 12 Years a Slave            | госпожа Мэри Эппс   |
| 2014 | кор | Твиттер убивает                   | Twitterkills                | Сара Пендерсен      |
| 2015 | ф   | Кэрол                             | Carol                       | Эбби Герхард        |
| 2015 | ф   | Беглец                            | The Runner                  | Кейт Хабер          |
| 2016 | ф   | Голубая сойка                     | Blue Jay                    | Аманда              |
| 2017 | ф   | За пропастью во ржи               | Rebel in the Rye            | Дороти Олдинг       |
| 2017 | ф   | Секретное досье                   | The Post                    | Тони Брэдли         |
| 2018 | ф   | Восемь подруг Оушена              | Ocean's Eight               | Тэмми               |
| 2018 | ф   | Птичий короб                      | Bird Box                    | Джессика            |
| 2019 | ф   | Стекло                            | Glass                       | доктор Элли Стейпл  |
| 2019 | ф   | Щегол                             | The Goldfinch               | Ксандра             |
| 2019 | ф   | Эверест                           | Abominable                  | Доктор Зара (голос) |
| 2020 | ф   | Взаперти                          | Run                         | Диана Шерман        |

### Телевидение
| Год       |    | Русское название                                                 | Оригинальное название                              | Роль                                                |
| --------- | -- | ---------------------------------------------------------------- | -------------------------------------------------- | --------------------------------------------------- |
| 1994      | с  | Закон и порядок                                                  | Law & Order                                        | Мэгги Коннер                                        |
| 1995      | тф | Наконец-то друзья                                                | Friends at Last                                    | Диана                                               |
| 1995—1996 | с  | Американская готика                                              | American Gothic                                    | Мерлин Темпл                                        |
| 1996      | тф | Шонесси                                                          | Shaughnessy                                        | Имя персонажа неизвестно                            |
| 1997      | с  | Крэкер                                                           | Cracker                                            | Дженис                                              |
| 1998      | с  | Реальная жизнь                                                   | Real Life                                          | Люси                                                |
| 1998      | тф | Долгий путь домой                                                | The Long Way Home                                  | Лиэнн Боссерт                                       |
| 1999—2001 | с  | Джек и Джилл                                                     | Jack & Jill                                        | Элиза Кронкайт                                      |
| 2000      | с  | Метрополис                                                       | Metropolis                                         | Одри                                                |
| 2001      | с  | Прикосновение ангела                                             | Touched by an Angel                                | Зои                                                 |
| 2002      | с  | Прыжок Хоуп                                                      | Leap of Faith                                      | Хоуп Уордвелл                                       |
| 2002      | тф | Путь к войне                                                     | Path to War                                        | Люси Бейнс Джонсон                                  |
| 2004      | с  | Окружной прокурор                                                | The D.A.                                           | Лиза Паттерсон                                      |
| 2004      | с  | Части тела                                                       | Nip/Tuck                                           | Агата Рипп                                          |
| 2005      | с  | Дедвуд                                                           | Deadwood                                           | мисс Изрингхаузен                                   |
| 2006      | тф | Свадьба на Рождество                                             | A Christmas Wedding                                | Эмилия                                              |
| 2006—2007 | с  | Студия 60 на Сансет-Стрип                                        | Studio 60 on the Sunset Strip                      | Харриет Хейс                                        |
| 2006      | с  | Красотка / Красавчик                                             | Pretty / Handsome                                  | Корки Фромм                                         |
| 2007—2011 | с  | Отчаянные домохозяйки                                            | Desperate Housewives                               | Лидия Линдквист                                     |
| 2009      | с  | Купидон                                                          | Cupid                                              | Клэр Маккрей                                        |
| 2010      | тф | Ноябрьское Рождество                                             | November Christmas                                 | Бэт                                                 |
| 2010      | с  | Закон и порядок: Специальный корпус                              | Law & Order: Special Victims Unit                  | Анна Джилетт                                        |
| 2010      | с  | Анатомия страсти                                                 | Grey's Anatomy                                     | Элис Грей в молодости                               |
| 2011      | с  | Американская история ужасов: Дом-убийца                          | American Horror Story: Murder House                | Билли Дин Ховард                                    |
| 2012      | тф | Игра изменилась                                                  | Game Change                                        | Николь Уоллес                                       |
| 2012      | с  | Блю                                                              | Blue                                               | Лавиния                                             |
| 2012—2013 | с  | Американская история ужасов: Психбольница                        | American Horror Story: Asylum                      | Лана Уинтерс                                        |
| 2013—2014 | с  | Американская история ужасов: Шабаш                               | American Horror Story: Coven                       | Корделия Фокс                                       |
| 2014—2015 | с  | Американская история ужасов: Фрик-шоу                            | American Horror Story: Freak Show                  | Бетт и Дот Таттлер                                  |
| 2015—2016 | с  | Американская история ужасов: Отель                               | American Horror Story: Hotel                       | Салли Маккенна / Билли Дин Ховард                   |
| 2016      | с  | Народ против О. Джея Симпсона: Американская история преступлений | The People vs. O. J. Simpson: American Crime Story | Марша Кларк                                         |
| 2016      | с  | Американская история ужасов: Роанок                              | American Horror Story: Roanoke                     | Шелби Миллер / Одри Тиндалл / Лана Уинтерс          |
| 2017      | с  | Вражда: Бетт и Джоан                                             | Feud: Bette and Joan                               | Джеральдин Пейдж                                    |
| 2017      | с  | Американская история ужасов: Культ                               | American Horror Story: Cult                        | Элли Мейфэр-Ричардс / Сьюзан Аткинс                 |
| 2018      | с  | Американская история ужасов: Апокалипсис                         | American Horror Story: Apocalypse                  | Вильгемина Венабл / Корделия Гуд / Билли Дин Ховард |
| 2020      | с  | Миссис Америка                                                   | Mrs. America                                       | Элис                                                |
| 2020      | с  | Рэтчед                                                           | Ratched                                            | медсестра Милдред Рэтчед                            |
| 2021      | с  | Американская история ужасов: Двойной сеанс                       | American Horror Story: Double Feature              | «Туберкулёзная» Карен / Мейми Эйзенхауэр            |
| 2021      | с  | Импичмент: Американская история преступлений                     | Impeachment: American Crime Story                  | Линда Трипп                                         |
| 2023      | с  | Медведь                                                          | The Bear                                           | Мишель Берзатто (эпизод «Fishes»)                   |
| 2024      | с  | Мистер и Миссис Смит                                             | Mr. & Mrs. Smith                                   | психиатр                                            |

## Режиссёрские работы
| Год  | Русское название                         | Оригинальное название             | Примечания                                                    |
| ---- | ---------------------------------------- | --------------------------------- | ------------------------------------------------------------- |
| 2018 | Американская история ужасов: Апокалипсис | American Horror Story: Apocalypse | Эпизод: «Return To Murder House» («Возвращение в Дом-убийцу») |

## Роли в театре
| Год       | Русское название    | Оригинальное название | Роль           | Ист.   |
| --------- | ------------------- | --------------------- | -------------- | ------ |
| 1994      | Говорящие картинки  | Talking Pictures      | Веста Джексон  |        |
| 1998—1999 | Киллер Джо          | Killer Joe            | Дотти Смит     |        |
| 2005      | Холоднее, чем здесь | Colder Than Here      | Харриет Бредли |        |
| 2005      | Стеклянный зверинец | The Glass Menagerie   | Лаура Уингфилд | [ 23 ] |
| 2008      | Преступления сердца | Crimes of the Heart   | Мэг Макграт    |        |
| 2009      | Натюрморт           | Still Life            | Кэрри Энн      |        |
| 2010      | Сборник рассказов   | Collected Stories     | Лиза Моррисон  | [ 24 ] |
| 2013      | Глупость Тэлли      | Talley’s Folly        | Салли Тэлли    |        |

## Награды и номинации
Полный список наград и номинаций на сайте IMDb.com.
| Награда                                               | Год  | Категория                                                                    | Работа                                                           | Результат |
| ----------------------------------------------------- | ---- | ---------------------------------------------------------------------------- | ---------------------------------------------------------------- | --------- |
| Эмми                                                  | 2012 | Лучшая женская роль второго плана в мини-сериале или фильме                  | Игра изменилась                                                  | Номинация |
| Эмми                                                  | 2013 | Лучшая женская роль второго плана в мини-сериале или фильме                  | Американская история ужасов: Психбольница                        | Номинация |
| Эмми                                                  | 2014 | Лучшая женская роль в мини-сериале или фильме                                | Американская история ужасов: Шабаш                               | Номинация |
| Эмми                                                  | 2015 | Лучшая женская роль второго плана в мини-сериале или фильме                  | Американская история ужасов: Фрик-шоу                            | Номинация |
| Эмми                                                  | 2016 | Лучшая женская роль второго плана в мини-сериале или фильме                  | Американская история ужасов: Отель                               | Номинация |
| Эмми                                                  | 2016 | Лучшая женская роль в мини-сериале или фильме                                | Народ против О. Джея Симпсона: Американская история преступлений | Победа    |
| Эмми                                                  | 2018 | Лучшая женская роль в мини-сериале или фильме                                | Американская история ужасов: Культ                               | Номинация |
| Эмми                                                  | 2022 | Лучшая женская роль в мини-сериале или фильме                                | «Импичмент: Американская история преступлений»                   | Номинация |
| Золотой глобус                                        | 2006 | Лучшая женская роль второго плана в мини-сериале, телесериале или телефильме | Студия 60 на Сансет-Стрип                                        | Номинация |
| Золотой глобус                                        | 2012 | Лучшая женская роль второго плана в мини-сериале, телесериале или телефильме | Игра изменилась                                                  | Номинация |
| Золотой глобус                                        | 2017 | Лучшая женская роль в мини-сериале, телесериале или телефильме               | Народ против О. Джея Симпсона: Американская история преступлений | Победа    |
| Золотой глобус                                        | 2021 | Лучшая женская роль в драматическом телесериале                              | Рэтчед                                                           | Номинация |
| Премия Гильдии киноактёров США                        | 2014 | Лучший актёрский состав в игровом кино                                       | 12 лет рабства                                                   | Номинация |
| Премия Гильдии киноактёров США                        | 2017 | Лучшая женская роль в телефильме или мини-сериале                            | Народ против О. Джея Симпсона: Американская история преступлений | Победа    |
| Сатурн                                                | 2013 | Лучшая телеактриса                                                           | Американская история ужасов: Психбольница                        | Номинация |
| Сатурн                                                | 2017 | Лучшая телеактриса                                                           | Американская история ужасов: Роанок                              | Номинация |
| Сатурн                                                | 2018 | Лучшая телеактриса                                                           | Американская история ужасов: Культ                               | Номинация |
| Ассоциация телевизионных критиков                     | 2016 | Личные достижения в драме                                                    | Народ против О. Джея Симпсона: Американская история преступлений | Победа    |
| Спутник                                               | 2006 | Лучшая актриса в телесериале — драма                                         | Студия 60 на Сансет-Стрип                                        | Номинация |
| Спутник                                               | 2012 | Лучшая актриса второго плана в мини-сериале или телефильме                   | Игра изменилась                                                  | Номинация |
| Спутник                                               | 2014 | Лучшая актриса второго плана в мини-сериале или телефильме                   | Американская история ужасов: Фрик-шоу                            | Победа    |
| Спутник                                               | 2017 | Лучшая актриса в мини-сериале или телефильме                                 | Народ против О. Джея Симпсона: Американская история преступлений | Победа    |
| Спутник                                               | 2022 | Лучшая актриса второго плана в мини-сериале или телефильме                   | Импичмент: Американская история преступлений                     | Ожидается |
| Независимый дух                                       | 2013 | Премия Роберта Олтмена                                                       | Мад                                                              | Победа    |
| Готэм                                                 | 2011 | Лучший актёрский ансамбль                                                    | Марта, Марси Мей, Марлен                                         | Номинация |
| Выбор телевизионных критиков                          | 2013 | Лучшая актриса второго плана в телефильме или мини-сериале                   | Американская история ужасов: Психбольница                        | Победа    |
| Выбор телевизионных критиков                          | 2015 | Лучшая актриса второго плана в телефильме или мини-сериале                   | Американская история ужасов: Фрик-шоу                            | Победа    |
| Выбор телевизионных критиков                          | 2016 | Лучшая актриса второго плана в телефильме или мини-сериале                   | Американская история ужасов: Отель                               | Номинация |
| Выбор телевизионных критиков                          | 2016 | Лучшая актриса в телефильме или мини-сериале                                 | Народ против О. Джея Симпсона: Американская история преступлений | Победа    |
| Critics' Choice Super Awards                          | 2021 | Лучший злодей в сериале                                                      | Рэтчед                                                           | Номинация |
| Телевизионная премия Ассоциации Голливудских критиков | 2021 | Лучшая актриса в драматическом сериале стримингового телевидения             | Рэтчед                                                           | Номинация |
| Общество кинокритиков Сиэтла                          | 2021 | Лучший злодей                                                                | Взаперти                                                         | Номинация |
| Ассоциация кинокритиков Северной Каролины             | 2014 | Лучшая женская роль второго плана                                            | 12 лет рабства                                                   | Номинация |
| People’s Choice Awards                                | 2019 | Драматическая кинозвезда 2019                                                | Стекло                                                           | Номинация |